# 湯尾峠
湯尾峠（ゆのおとうげ）は、福井県南越前町の今庄集落と湯尾集落を分ける峠であり、古代から北陸道が通る交通の要衝であった。源平の合戦、南北朝時代の戦い、一向一揆など幾度も戦乱の舞台となった。また、かつては疱瘡よけにご利益のある孫嫡子（まごちゃくし）信仰でも有名であり、文化庁の「歴史の道百選」にも選定されている。
松尾芭蕉の「おくのほそ道」でも取り上げられていることから、2021年6月におくのほそ道の風景地の一部として国の名勝に指定された。

## 概要
湯尾峠は、鍋倉山の尾根から東に突き出した三ヶ所山によって日野川が大きく蛇行した地形を、最短で往来するための峠道として、古くから利用されており、北陸道は、敦賀－新保－木ノ芽峠－二ツ屋－今庄－湯尾峠－鯖波－府中を通っていた。
歴史上も非常に重要な峠であり、1183年（寿永2年）の北陸における源平の戦いで、源義仲は湯尾峠に陣をおき、藤倉山の麓に燧ヶ城を構え、日野川を堰き止めて水濠とし、平氏軍の攻撃を防いだといわれる（火打城の戦い）。また、南北朝時代の1336年（延元元年）、南朝方の杣山城主の瓜生保と足利軍の高師泰との戦の舞台となった。また、戦国時代の1578年（天正6年）には、北ノ庄城主の柴田勝家が湯尾峠を大改修し、現状の姿になったという。さらに1878年（明治11年）の明治天皇の北陸巡幸の際、湯尾峠で休憩され、それを記念した石碑が建てられている。

## 登山道
今庄集落側からは、鍋倉山の登山口を過ぎ、ハピラインふくい線を右手に見ながら進んでいくと、湯尾峠の案内板がある。つづら折りに登っていくと、説明板、東屋、芭蕉句碑がある峠に着く。。
湯尾集落側からは、現在は車道である旧北陸線トンネル手前を右折し、突き当りを右折すると、峠までの案内板がある。途中、血頭池（ちこうべいけ）への標識があり、つづら折りに上がると、明治天皇御膳井水跡を過ぎ、石組みが見えるとほどなく峠に着く。

## 孫嫡子信仰
江戸期には湯尾峠に4軒の茶屋があり、孫嫡子と書かれた疱瘡よけのお札を売っていた。この孫嫡子信仰は、井原西鶴の「男色大鏡」、近松門左衛門の「傾城反魂香」、十返舎一九の「湯尾峠孫嫡子」といった作品に登場し、全国的に有名であった。当時の信仰を物語るお札の版木などの品々が「湯尾峠孫嫡子遺品一式」として福井県の文化財指定を受けている。
孫嫡子については以下のようにいくつか伝説がある。701年（大宝元年）のこと、役小角が峠茶屋に宿泊した時、そこに住む老夫婦が、子の無い寂しさを訴え、如意輪観音の護符を授かった。やがて身寄りのない鍋倉という名の美しい娘が現れ、老夫婦を手伝うようになった。その年の冬、大雪で長逗留となった青年と娘は結ばれ、男子が生まれ、この子は「孫嫡子」と呼ばれた。青年は「光明童子」という神の化身であり、娘と子供を置いて立ち去った。年月が経ち、老夫婦、娘とも亡くなったあと、孤児となった孫嫡子は峠茶屋を引き続き営んでいたが、32歳の春に藤倉山・鍋倉山の森に姿を消した。往時は光明聖寺を本寺として孫嫡子庵などの七堂伽藍があったという。
別の伝説として、719年（養老3年）、孫嫡子は17歳のとき、奈良の東大寺で修行後、藤倉山に帰り、父の光明童子の形見であった如意輪観音像を祀った御堂を建て、多くの旅人たちの病を治したともいう。

## 旧跡
- 血頭池：南北朝の戦いにおいて、南朝方の瓜生保の軍が、北朝方の高師泰の軍に戦勝した際に、討ち取った首を洗った池という。
- 芭蕉句碑：おくのほそ道にも掲載されている「月に名を　包みかねてや　いもの神」と詠んだ[4]。「いも」とは、孫嫡子の疱瘡神と芋名月をかけた意味となっている。
- 明治天皇湯尾峠御小休所阯：北陸巡幸の際に休憩された場所に石碑が建てられている。

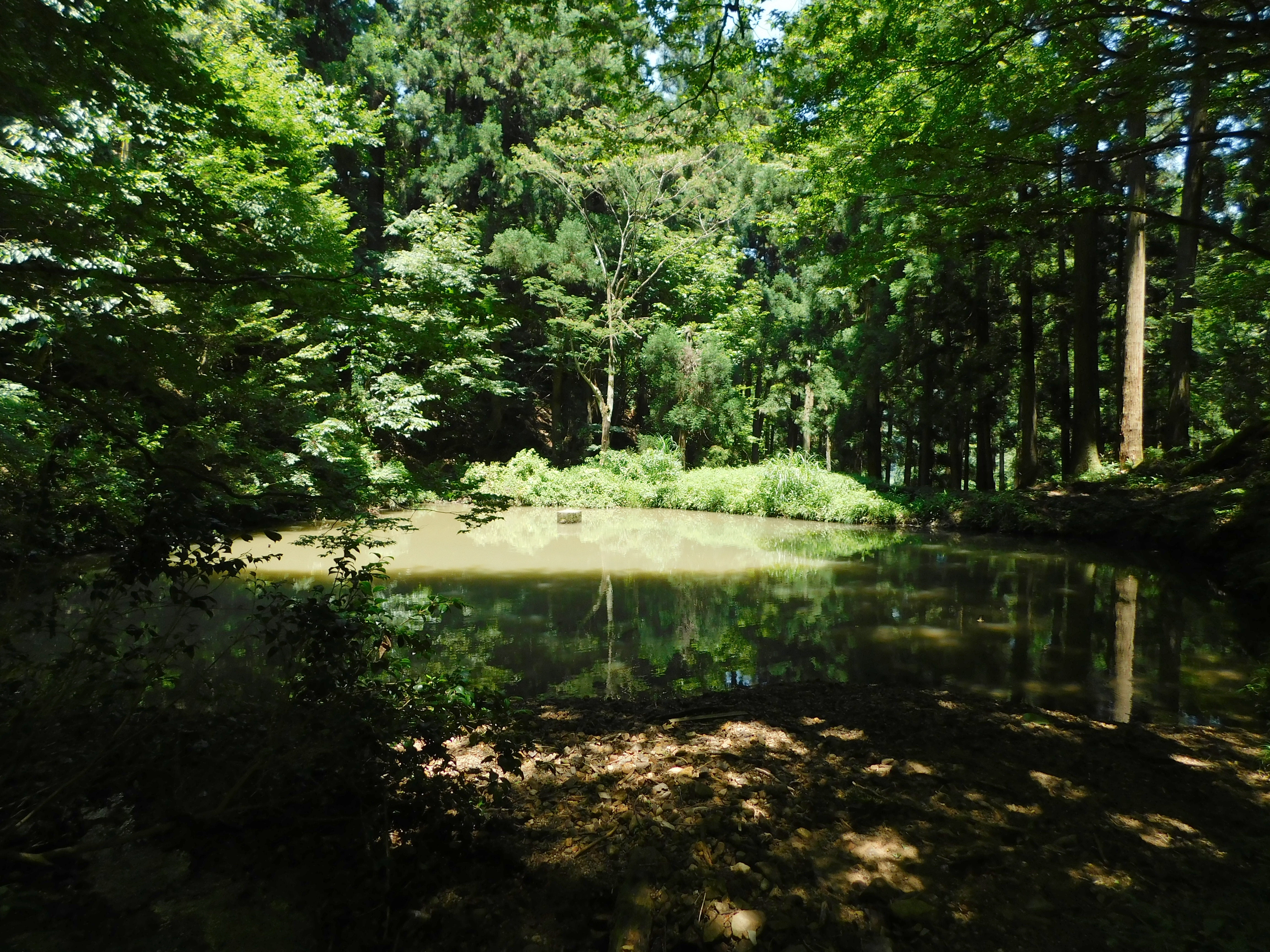
血頭池
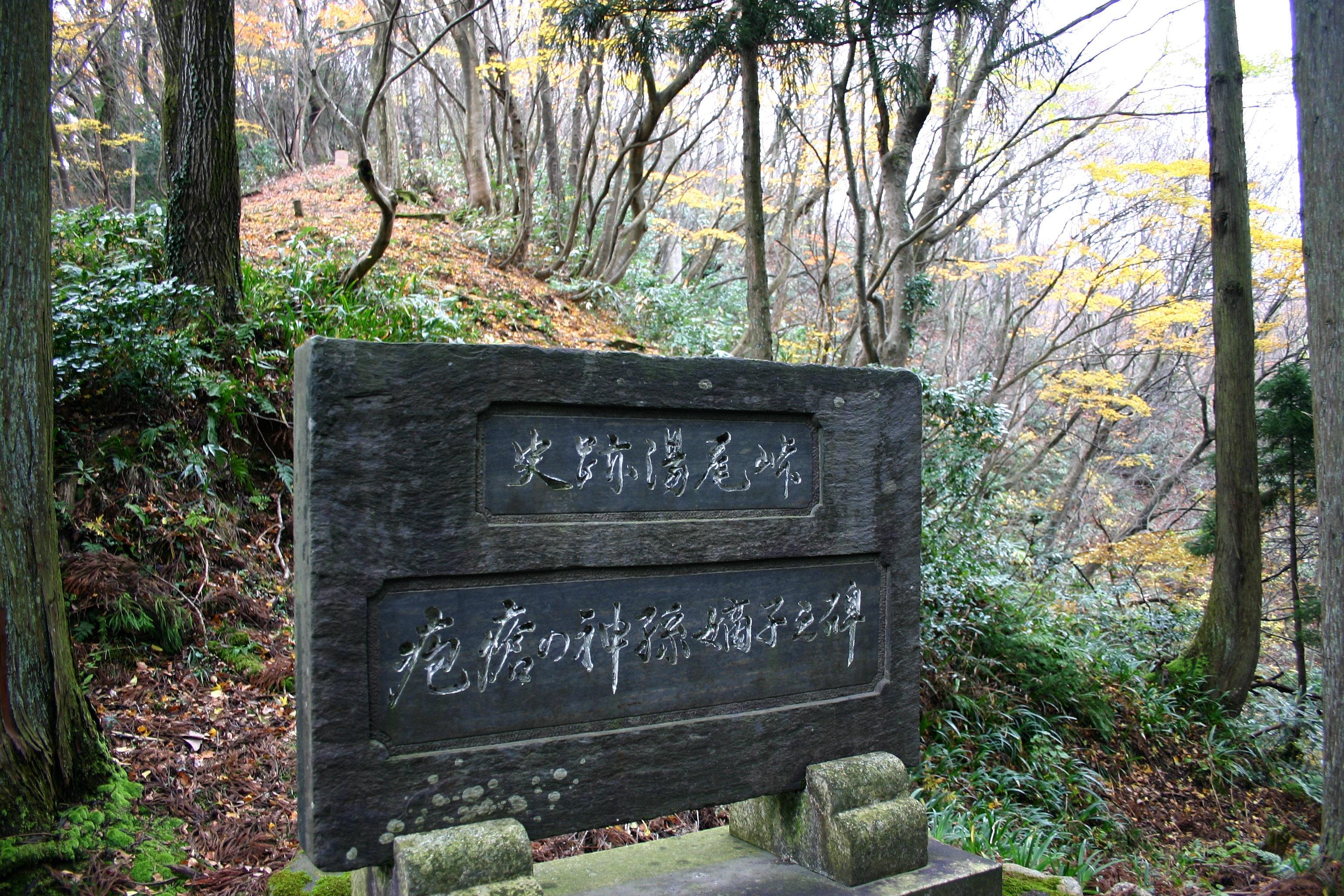
孫嫡子の碑
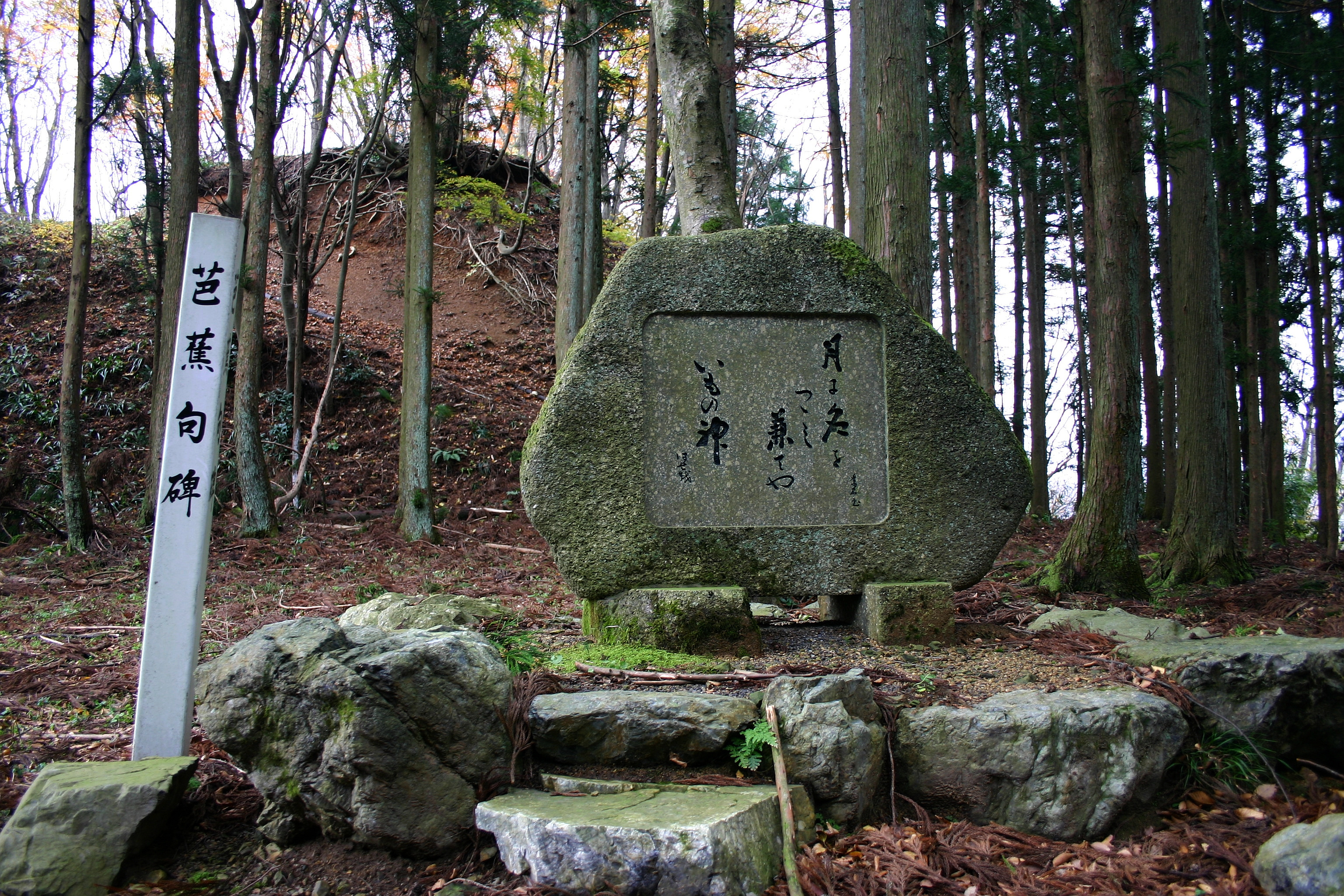
芭蕉句碑
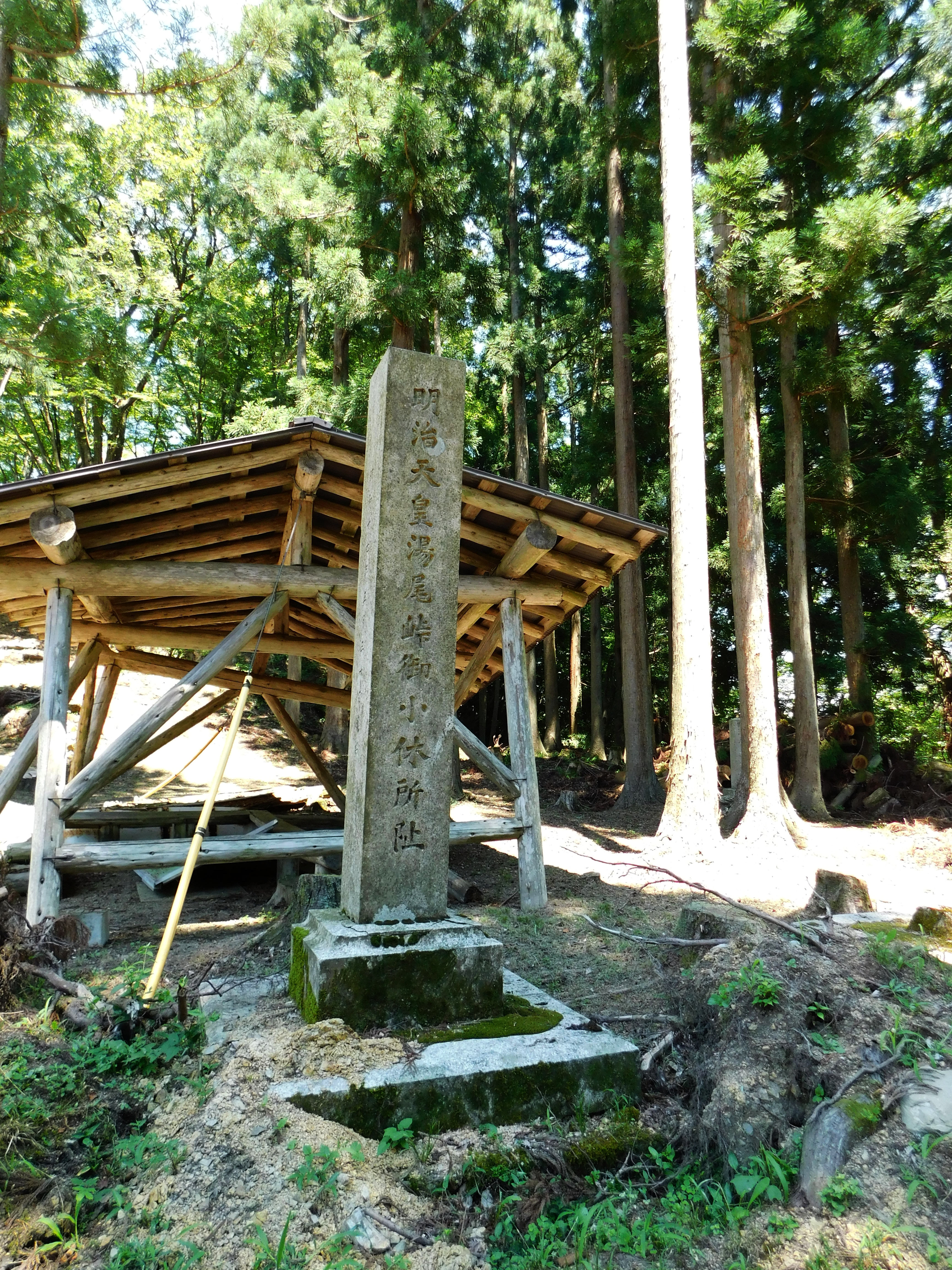
明治天皇湯尾峠御小休所阯
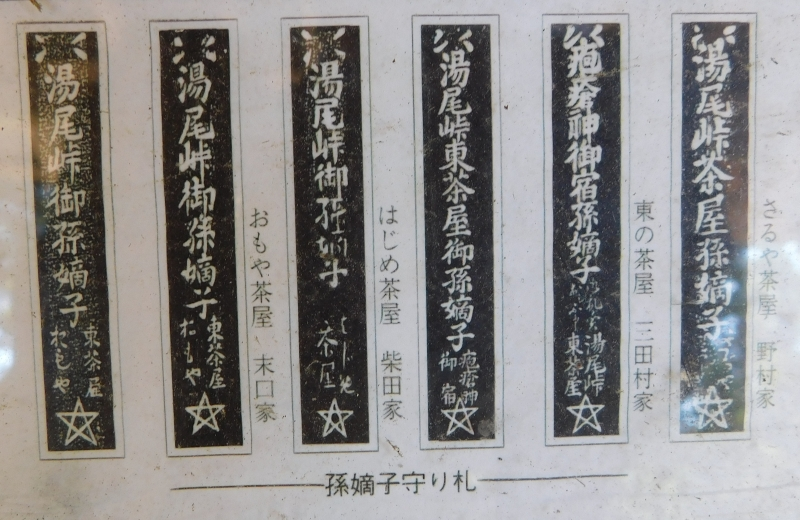
孫嫡子お札